# Antipalus truncatus
Antipalus truncatus là một loài ruồi trong họ Asilidae. Antipalus truncatus được Loew miêu tả năm 1849. Loài này phân bố ở vùng Cổ Bắc giới và châu Á.